# فوميكو أوريكاسا
فوميكو أوريكاسا (折笠富美子 أوريكاسا فوميكو) هي مؤدية أصوات يابانية ولدت في 27 ديسمبر 1974 في تايتو، طوكيو.

## أدوارها في الأنمي

### مسلسلات أنمي تلفزيونية
- سكرابد برنسس - باسيفيكا كاسول، سيريا ماوزر
- هلسينغ - سيراس فيكتوريا
- هايبانه رينمه - هيكاري
- بليتش - كوتشيكي روكيا, هيسانا كوتشيكي، أشيسوغي جيزو
- كود غياس: لولوش الثائر - شيرلي فينيت
- كود غياس: لولوش الثائر R2 - شيرلي فينيت
- غاد غارد - أراشي شينوزوكا
- ساموراي 7 - كيرارا
- فامباير نايت - شيزوكا هيو
- عندما تبكي حشرة الليل - روميكو تشيي
- عندما تبكي حشرة الليل:الحل - روميكو تشيي
- غريت تيتشر أونيزوكا - أزوسا فويوتسوكي
- البدلة المتنقلة جاندام سيد ديستني - ميرين هوك
- ون بيس - مس فالنتاين، واندا
- غينتاما - كيوبي ياغيو
- هياكو - توراكو كاغياما
- أبطال الديجيتال الجزء الثالث - حنان
- تنبو إيبون أياكاشي أياشي - آتل
- حكايات أشباح المدرسة - تومومي
- زامد الذكرى الضائعة - هارو نيشيمورا
- خيميائي الفولاذ: فل ميتال ألكيميست - ريزا هوكاي
- برج درواغا 〜the Aegis of URUK〜 - كايا
- برج درواغا 〜the Sword of URUK〜 - كايا
- أولينسيس الفضي - آيري
- إينوياشا: الجزء الأخير - هيتوميكو
- جوشين إنبو - تاكي
- أبطال الكرة - كوثر
- المتحري الروحي ياكومو - أتسوكو غوتو
- وولفرين - ماريكو ياشيدا
- ستار درايفر - سورا
- الأرجوحة الطائرة - أتسوكو
- سكال مان - مايا كوروشيو
- حفيد نوراريهيون: عاصمة العفاريت - يوكاري
- أن-غو - خادمة أسرة كايشو
- عاصفة زيتسوين - سانا
- كرة سلة كوروكو - ساتسوكي موموي
- هاجيمي نو إيبو Rising - يوكي
- كوبرا ذي أنيميشن - ثمانية
- توريكو - كوريو
- طوكيو غول - ريوكو فويغوتشي
- موشيشي: التتمة - تاكي (المياه الزرقاء)
- كايتو جوكر - بابريكا
- أوشيو و تورا - هيزاكي ميكادو
- بوكيمون - شارمين
- بوكيمون إكس/واي - ديانثا
- تسوكيهيمي: أسطورة القمر - سييل
- لاك آند لوجيك - أرتيميس
- أكاديمية الساحرات الصغيرات - لوتي يانسون
- مجموعة جونجي إيتو - ريسا
- رحلة كينو (2017) - والدة الفتاة
- ديفل ماي كراي - ليدي
- كوب كرافت - سيسيل إيبس
- بيستارز - والدة هارو
- هاي سكور غيرل - تشن لي

### أنمي الإنترنت
- سينت سيا: نايتس أوف ذا زودياك - سيينا كيدو

### أوفا أنمي
- سينت سيا فصل هادس: العالم السفلي - ساوري كيدو/أثينا
- سينت سيا فصل هادس: إليسيون - ساوري كيدو/أثينا

### أفلام أنمي
- فيلم بليتش: ميموريز أوف نوبودي - كوتشيكي روكيا
- فيلم بليتش: ذا دياموند داست ريبيليون, هيورينمارو آخر - كوتشيكي روكيا
- فيلم بليتش: فيد تو بلاك, أنادي اسمك - كوتشيكي روكيا، دارك روكيا
- فيلم بليتش: فصل الجحيم - كوتشيكي روكيا
- إينوياشا: جزيرة هوراي القرمزية - أساغي
- إينازوما إليفن: هجوم الجيش الأقوى أوغر - أكي كينو
- فيلم خيميائي الفولاذ: نجم ميلوس المقدس - ريزا هوكاي
- أكاديمية الساحرات الصغيرات - لوتي يانسون
- أكاديمية الساحرات الصغيرات: الموكب المسحور - لوتي يانسون
- ممثلة الألفية - تشيوكو فوجيوارا (من سن العاشرة إلى سن العشرين)
- ناروتو شيبودن: الفيلم - ميروكو
- فيلم ديجيمون تيمرز: معركة المغامرون - روكي ماكينو
- فيلم ديجيمون تيمرز: قطار الديجيمون الهائج - روكي ماكينو
- فيلم غينتاما: الترجمة الجديدة, فصل بينيزاكورا - كيوبي ياغيو
- فيلم غينتاما: الخاتمة, يوروزويا للأبد - كيوبي ياغيو
- بوكيمون هيروز: لاتيوس و لاتياس - بيانكا
- دورايمون: نوبيتا و جزيرة الكنز - سيرا

## أدوارها في ألعاب الفيديو
- سلسلة ألعاب ستريت فايتر
  - ستريت فايتر IV - تشن لي
  - سوبر ستريت فايتر IV - تشن لي
  - سوبر ستريت فايتر IV آركيد إديشن - تشن لي
  - ألترا ستريت فايتر IV - تشن لي
  - ستريت فايتر V - تشن لي
  - ستريت فايتر V آركيد إديشن - تشن لي
- ستريت فايتر X تيكن - تشن لي
- مارفل فرسس كابكوم 3 - تشن لي
- ألتيميت مارفل فرسس كابكوم 3 - تشن لي
- لاست ستوري - كانان
- كرة سلة كوروكو: روابط المستقبل - ساتسوكي موموي
- سينت سيا: ذا هادس - ساوري كيدو/أثينا
- سينت سيا: سولجرز سول - ساوري كيدو/أثينا
- جاي-ستارز فيكتوري فيرسيس - روكيا كوتشيكي

## أدوارها في الدبلجة اليابانية
- هاي سكول ميوزيكال - غابرييلا مونتيز

## وصلات خارجية
- فوميكو أوريكاسا على موقع IMDb (الإنجليزية)
- فوميكو أوريكاسا على موقع ميوزك برينز (الإنجليزية)
- فوميكو أوريكاسا على موقع ديسكوغز (الإنجليزية)
- فوميكو أوريكاسا على موقع قاعدة بيانات الفيلم (الإنجليزية)
- فوميكو أوريكاسا على موقع ANN person (الإنجليزية)